# Aérodrome d'Argentan
L’aérodrome d’Argentan (code OACI : LFAJ) est un aérodrome ouvert à la circulation aérienne publique (CAP), situé à 4 km au sud-sud-est d’Argentan dans l’Orne (région Normandie, France).
Il est utilisé pour la pratique d’activités de loisirs et de tourisme (aviation légère et parachutisme).

## Histoire
La CCI de Flers-Argentan a mis en vente l'aérodrome pour la somme de 245 000 euros en novembre 2012,,.
Un projet Aeropole Argentan a été proposé en 2013-2014 afin de péréniser la plateforme et préserver les usagers,,.
La CCI a annoncé, lundi 23 janvier 2015, lors de son assemblée générale, que la ville d’Argentan rachetait l’aérodrome 150 000 €.

## Installations
L’aérodrome dispose d’une piste en herbe orientée sud-nord (04/22), longue de 1 000 mètres et large de 60. Elle est dotée d’un balisage nocturne.
L’aérodrome n’est pas contrôlé. Les communications s’effectuent en auto-information sur la fréquence de 123,500 MHz. Il est agréé avec limitations pour le vol à vue (VFR) de nuit.
L’avitaillement en carburant (100LL) est possible.

## Activités
- Aéroclub Les Ailes Argentanaises
- École ULM